# 仙后座V567
仙后座V567，又名BD+60 2667，HD 225289、SAO 10962、HR 9110，是仙后座的一颗恒星，视星等为5.8，位于銀經117.4，銀緯-1.06，其B1900.0坐标为赤經23h 59m 55.9s，赤緯+60° -1.06′ 26″。